# San Marino i Eurovision Song Contest 2012
San Marino deltog i Eurovision Song Contest 2012 i Baku i Azerbajdzjan.

## Internt val
I mitten av december 2011 rapporterades det att San Marino högst troligt skulle återvända för ytterligare ett års deltagande i Eurovision Song Contest. I mitten av januari 2012 rapporterades det att landet mest troligtvis skulle utse sin representant genom ett internt val precis som de gjort de två tidigare gångerna de deltagit. I slutet av februari stod det klart att landet skulle välja både artist och sång internt och ett officiellt meddelande från SMTV förväntades innan månaden var över. Inte förrän den 8 mars meddelade SMTV att man skulle avslöja sin artist vid en presskonferens den 14 mars. I ett speciellt TV-program som skulle sändas den 16 mars skulle även låten presenteras. Den 14 mars meddelades det att Valentina Monetta, född i San Marino, skulle representera det lilla landet i Baku. Den 16 mars presenterades hennes låt "Facebook, Uh, Oh, Oh" samt bidragets officiella musikvideo i ett TV-program där Monetta också blev intervjuad. Den 18 mars blev dock bidraget diskvalificerat från tävlingen av EBU då det bröt mot Eurovision Song Contests regler om att ingen låt för innehålla meddelanden med reklam, i detta fall för Facebook. Landet fick chansen att komma med ett nytt bidrag innan den 23 mars. Den 20 mars meddelade SMTV att de skulle presentera sitt nya bidrag den 22 mars men de ville inte avslöja om de bestämt sig för att byta låt helt eller om de bara valt att ändra låttexten. Den 22 mars släpptes det nya bidraget som är en ny version av den tidigare låten med titeln "The Social Network Song" och där ordet "Facebook" tagits bort från låttexten.

## Vid Eurovision
San Marino deltog i den första semifinalen den 22 maj. Där hade de startnummer 11. De tog sig inte vidare till final.